# 丘舍维齐农村居民点
丘舍维齐农村居民点（俄语：Сельское поселение Чушевицкое）是俄罗斯联邦沃洛格达州韦尔霍瓦日耶区所属的一个农村居民点。其下辖有41个居民点，行政中心为丘舍维齐。据2015年统计，该农村居民点的人口为1881人。